# 华南师范大学附属中学
华南师范大学附属中学（英語：The Affiliated High School of SCNU），简称华南师大附中、华师附中、华附，是由广东省教育厅和华南师范大学双重领导的省重点中学。学校是广东省一所办学成绩较卓著的中学，也是广东省首批“省一级学校”。华师附中在2016年中国内地高中美国留学排行榜上位居第二十一。

## 历史
华师附中经历了一系列更名与合校。学校最早的起源可追溯到1888年由美国长老会传教士哈巴安德医生在广州沙基金利埠（今六二三路）创立的格致书院。从1888年到1952年，学校经过多次更名与合并（详细更名与合并时间参见学校沿革年表）。

### 岭南大学附中

#### 前大学时期

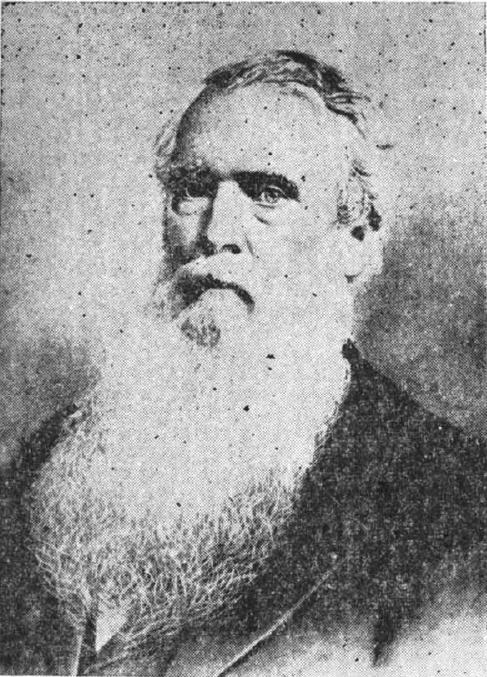
格致书院创办人哈巴医生

宾夕法尼亚大学医学院毕业生哈巴安德（Andrew P. Happer）1844年来华后放弃行医，致力于中国教育。哈巴首先提出以新教叙利亚学院（Protestant Syrian College，即现黎巴嫩美国大学American University of Beirut）为蓝本，为中国学生提供中英文教育，建立包括“一间预科学校，一间大学和一间医学院”（an exact duplication of the Protestant Syrian College in its structure, having a preparatory school, a college and a school of medicine）。1886年4月30日在美国纽约市曼哈顿中央街23号成立学校董事会，并筹备学校。哈巴原来打算在北京或者上海设立学校，以增加学校影响力，但近400名广东官员、乡绅、学者的联名请愿函打动了哈巴。1888年，哈巴在广州的沙基金利埠开设学校，中文名叫格致书院，英文名定为Christian College in China。一共有80人参加考试，录取学生30人。3月28日正式开课。第一学年在该年12月结束。1889年3月招收第二届，100名学生参加考试，录取65人。书院的第三年半途而废，因哈巴夫妇双双病重，没有教师之下，被迫于1890年8月20日关闭学校。

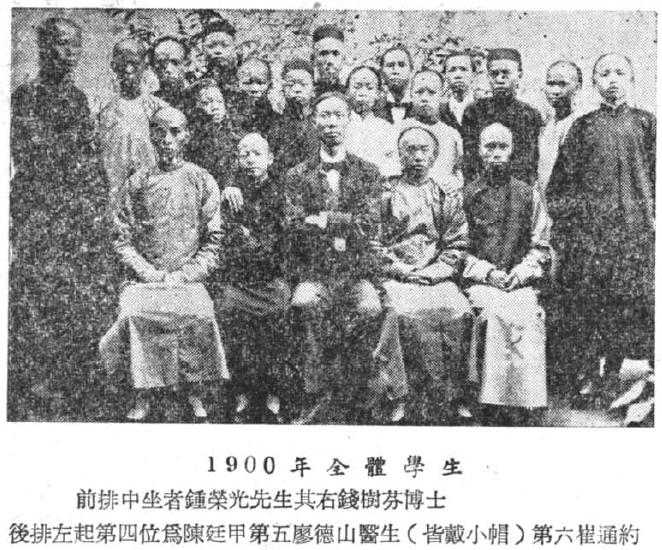
格致书院1900年全体学生合照

哈巴1901年回美国与董事会开会后，多方寻找其他城市复办学院，但一直没成功。多种因由下，董事会于1892年10月4日确定在广州复校。香便文把格致书院和长老会下属的寄宿神学学校培英书院合并，校址位于原培英所在的花棣（今花地）听松园，合并后校名仍为格致书院。新学校并获美国纽约州教育部门University of the State of New York（USNY，这是纽约州政府管理从学前教育到大学教育的政府机构，纽约州教育厅（New York State Education Department）是其下属部门，并非传统意义的“大学”（University），与纽约州立大学（State University of New York）更非一回事）准许办学，但除非特定条件并得USNY同意，不得发出学位。。 1894年，书院正式复办开学，2年制初级部有41名学生，3年制中级部有42名学生，4年制高级部有105名学生。高级部有两个并行课程：神学与大学，但后者一个学生都没有。董事会秘书兼司库格兰（William Henry Grant）1897年春从美国前来广州，发现新学校过于侧重神学，大学部一个学生都没有，这也使哈巴非常不满。为秉承格致书院的目标，在1899年，格致和培英分立，培英专注神学，格致集中办科学教育。格致书院搬往广州四牌楼福音堂。此时期，书院资金困难，幸得格兰多方筹措，甚至捐出全部薪金，义务办学。
美国牧师尹士嘉（Oscar F.Wisner）接任书院第三任校监。当时之学制，根据清代科举考试和美国中学的课程标准开设“广学班”，四年毕业。“四年中学制，即是美国之中学制，至今如此，毕业生直接考进大学。”因书院原有设想是要开办设备完备之大学，旋又将广学班改称大学预科。但自1888年始创，大学部始终没有办成，只在与培英合并时期短暂有只实行神学教育之“大学”。1900年，发生义和团排外事件庚子事变，学校迁往澳门，租用荷兰园二街张家花园为校舍，开办大学预科，后附设小学和华侨学堂。1903年3月31日，学校改名岭南学堂，英文名称改为Canton Christian College，简称仍为C.C.C.（一说澳门时期只改英文名，中文名“岭南学堂”于回迁广州后才正式启用）。澳门时期的毕业生陈廷甲考入西点军校，并成为第一个从该校毕业的中国人。
学校仍致力于开办大学。1904年，学校在珠江南岸的康乐村（今中山大学校址）买地，回迁广州，10月正式开课。回迁后新学校仍主要为预科（即中学部）（"Preparatory (Middle School)"）。此时的预科仍为四年制，等价于中学（"Lingnan originally had a four-year preparatory school (equivalent of a middle school)"）。迁广州后，中学部首任主任是葛理佩（Henry B. Graybill），他为中学部的快速发展立下大功。1906年新校园正式开办大学部一年级，但大学部发展缓慢，学生一直相当少，且全部中途退学。学校乃致力于预科教育，以提升学校名望，改善办学条件：“购校地，建校舍，增设备，办中学，一切皆为组织正式大学之准备计故也”。1911年（一说1912年秋）预科延长，增加一年，改为五年制，以符合政府对中学的要求。这也使得预科部学制与美国中学一样。自此，预科部（Preparatory Department）改称中学（Middle School），一般称岭南中学。后又另外开设一年制预科（Subfreshman Class）。1912年，岭南学堂更名岭南学校。因当时广州的现代教育水平甚低，近半中学生难以跟上中学课程而中途退学。为保证中学质量，1908年校本部又成立一所小学，对程度不足学生进行中学前教育，并在荔枝湾和河南各有一所小学，合共三所。
一直到1918年大学部（更名为文理学院）才正式授予第一个本科学位，有3名学生毕业，而预科部（中学）早已有相当规模。

#### 大学时期
20世纪20年代，岭南学校不可避免地卷入发生在广州的一系列政治事件，包括沙基惨案、省港大罢工等。在民意压力和政府教育部要求下，岭南学校重组。1927年8月1日正式由华人接管，更名为岭南大学，简称南大。1905年毕业生钟荣光出任校长。至抗战前，大学已有数所附属中学和小学，包括校本部的附设第一中学，另有位于西闽的附设第二中学和位于上海的附设第三中学。其余分处各地的多所小学，部分还办有初中，如澳门岭南分校。缺乏资料证实“岭南大学附中”名称何时正式启用，但不会早于大学成立的1927年。1927年前的“南大”实指岭南学校大学部。而学校简称从“南大附中”改为“岭大附中”确切年份亦已不可考。
1932年岭南大学教育系开设初中实验班，进行初中课程与教学方法的研究。开设3年，毕业学生13人。但缺乏资料证实课程是在附中实施，若是，则其是有史可考的华附百年历史上第一次设立实验班。
1937年抗日战争爆发，岭南大学迁往香港，大学借香港大学复课，附中则迁往香港青山湾梁园上课。电影《色，戒》有描写岭大南迁过程。1941年12月，香港沦陷，时为校长的李应林率领岭南大学师生辗转逃亡至粤北韶关。在国民政府第七战区司令长官余汉谋和美国基金会的协助下，最后在曲江仙人庙大村复校。附中跟随转移。后来战事日渐蔓延，转移往东江梅县。1945年抗战胜利，学校重回广州康乐园。

#### 学校影响
岭大附中的学生当中，不少是有影响的历史人物。格致书院开课之始，第一名投考入学的，乃是“四大寇”之一的陈少白（其余三人为孙中山、尢烈、杨鹤龄）。又如1900年谋炸两广总督而殉难的先烈史坚如（1899年入学）、西点军校华人第一人陈庭甲（1901年毕业），还有著名音乐家冼星海（岭大附中时期）、画家高剑父（澳门时期）、司徒乔、近代革命家廖承志和廖梦醒兄妹。中华民国国父孙中山先生的两个孙儿孙治平和孙治强也是附中学生。
岭南大学附中一直是广东传统名校，入学竞争激烈，每年2000多考生只得约300人获录取。而当时东南亚等地教育不佳，华侨多数将子女送回国接受教育，格致书院和其后的岭大附中是华侨的首选学校，因“本校（指格致书院）课程水准甚高，当时官立私立之学校故非其匹，即香港之英文学校，于数学、科学、及汉文诸科，其程度亦有逊焉。”学校不但实行中英文双语教学，中外各类文化课开设全面且远超前其他学校，也是首开体育课先河的学校之一，一直在各类运动会名列前茅。学校的时间表与当时所有其他学校都大不同，反与现时之华附相似。当时学校实行住宿制，对照当时与现在之华附对学生宿舍的管理和要求，两者竟几乎完全一样。学校实行半军事化管理，出操步伐之齐，军容之盛，超过当时正式军队，“岭南学生出队”（指去市区参加活动）成为广州一宗盛事，路人踊跃争看。
1906年，廖奉献成为首名入读附中的女生，开国内中学男女同校之先河。廖奉献硕士毕业后返回附中出任首任女生训育主任。

#### 弒師案
1947年6月底，兼高三化学老师的教务主任蔡辉甫因拒绝学生作弊要求，被杜焜荣、关辉明、龚金湘等三名学生所杀。事件震惊南粤，引起了社会各界对教育问题的反思。舆论普遍认为，正直不苟、以身殉职的蔡先生与被人看作弑师的犯罪学生，同样值得同情，“他们是和蔡先生一样的不幸牺牲在动荡不安的社会里，牺牲在不健全的教育制度里”。

### 中山大学附中
1905年6月“两广速成师范馆”创立，旋改为“两广师范学堂”，王舟瑶为监督。翌年改为“两广优级师范学堂”，建新舍于广东旧贡院（今中山四路、文明路一带，包括今日省实验中学、广东省博物馆、中山图书馆等地）。1910年7月，增设附属中学。1924年6月9日，孙中山以大总统令任命邹鲁为校长，将“广东高等师范学校”、“广东公立法政大学”、“广东公立农业专门学校”合并升格“国立广东大学”。附中亦更名国立广东大学附中。
1925年3月12日，孙中山逝世后，廖仲恺提议将广东大学更名为中山大学，以资纪念。10月获国民政府批准。1926年7月17日正式更名为“国立中山大学”，成为广东的最高学府。附中划归广东省教育厅办理，易名省立中山中学，广东省主席陈济棠亲任校长。次年7月，复归大学，易名国立中山大学附中。学校校址在惠爱东路（今中山四路）原中山大学东北部。广州沦陷后学校停办。1941年，中山大学迁校坪石时，复设附属中学，附属于师范学院。抗战胜利后，迁回广州惠爱东路原校址。
1950年，按教育部要求，国立中山大学去除国立二字，附中随之改名。
1924年，孙中山曾于学校礼堂宣讲三民主义。1925－1926学年第一学期，毛泽东兼任国立广东大学附中高中教员，讲授《农工政策》，每周2小时。鲁迅、周恩来等人亦曾在校任教或讲座。中大附中学生经常出现在广州学生运动的前列，成为运动的中坚力量。1937年12月26日成立的“中大附中青年抗日先锋队”，是全省成立最早的抗先队基层组织。抗日英雄谢晋元从学校肄业后，考入黄埔军校第四期。

### 广东文理学院附中
1921年10月12日，因原有师范毕业生不能满足小学教师的需求，广州市教育局创办广州市立师范学校，选定双门底（今北京路靠近西湖路口一带）原粤秀书院旧址为校址，任杜定友为校长，开办旧制师范班。1923年秋，将原旧制师范班改为新制的初中三年级，同时兼办中学部。
1934年，时任广东省主席陈济棠为纪念中国国民党元老古应芬（字勷勤）提携之恩，将广东工业专门学校及广州市立师范学校合并为广东省立勷勤大学，原广州市立师范学校为其师范学院，院长为著名教育家林励儒。附中亦更名广东省立勷勤大学师范学院附中。次年3月，师范学院改称教育学院，附中随之更名。抗战爆发后，迁校于开平芦村。
1938年9月，勷大解散，教育学院独立为广东省立教育学院，附中随之改名，迁校于开平百合圩。1939年8月，省立教育学院改设为省立文理学院，附中亦随之改名，迁校于乳源。1939年底，迁校连县东陂。1944年，附中独立为省立粤秀中学。抗战胜利后，迁校于惠阳丰湖原省立惠州中学原址，后发展成今天的惠州学院。1946年，省立文理学院迁回广州石榴岗，不久，恢复设置附中。
1950年，按教育部要求，省立文理学院去除省立二字，附中随之改名。

### 华南联大附中
1925年，时任广东省财政厅长陈其瑗创办私立广东国民大学，附设中学部，校址在惠福西路。抗日战争翌年，广州失守，国民大学大学部先徙于开平楼冈乡。中学部先迁台山，旋遭敌炸，乃并于开平。后随战事发展，数迁于茂名、阳春等地。抗战胜利后，回迁广州。
陈炳权、吴在民等人于1927年创立私立广州大学，次年在广州天香街开办附属中学，一般称广大中学，后又在香港、澳门、台山分设广大中学分校。广州沦陷前夕私立广州大学迁至香港。香港沦陷后，学校先后迁设于曲江、罗定、连平、兴宁等地。1945年8月，抗战胜利，私立广州大学在广州市东横街恢复运作。1949年10月，中华人民共和国成立后，广州军管会接管了私立广州大学。
1913年，广州律师公会于文德路创办私立广州法政专门学校（不同于1924年并入国立广东大学的广东公立法政专门学校）。1929年改为私立广州法学院，任文壮为院长。1932年8月，增办附属中学，亦称广法中学，校址在文德路69号。抗日战争时停办，战后复校。
1951年2月，私立广州大学、私立广东国民大学、私立文化大学、私立广州法学院4所私立高校合并成华南联合大学。数所附中亦合并为华南联大附中。

### 组建后

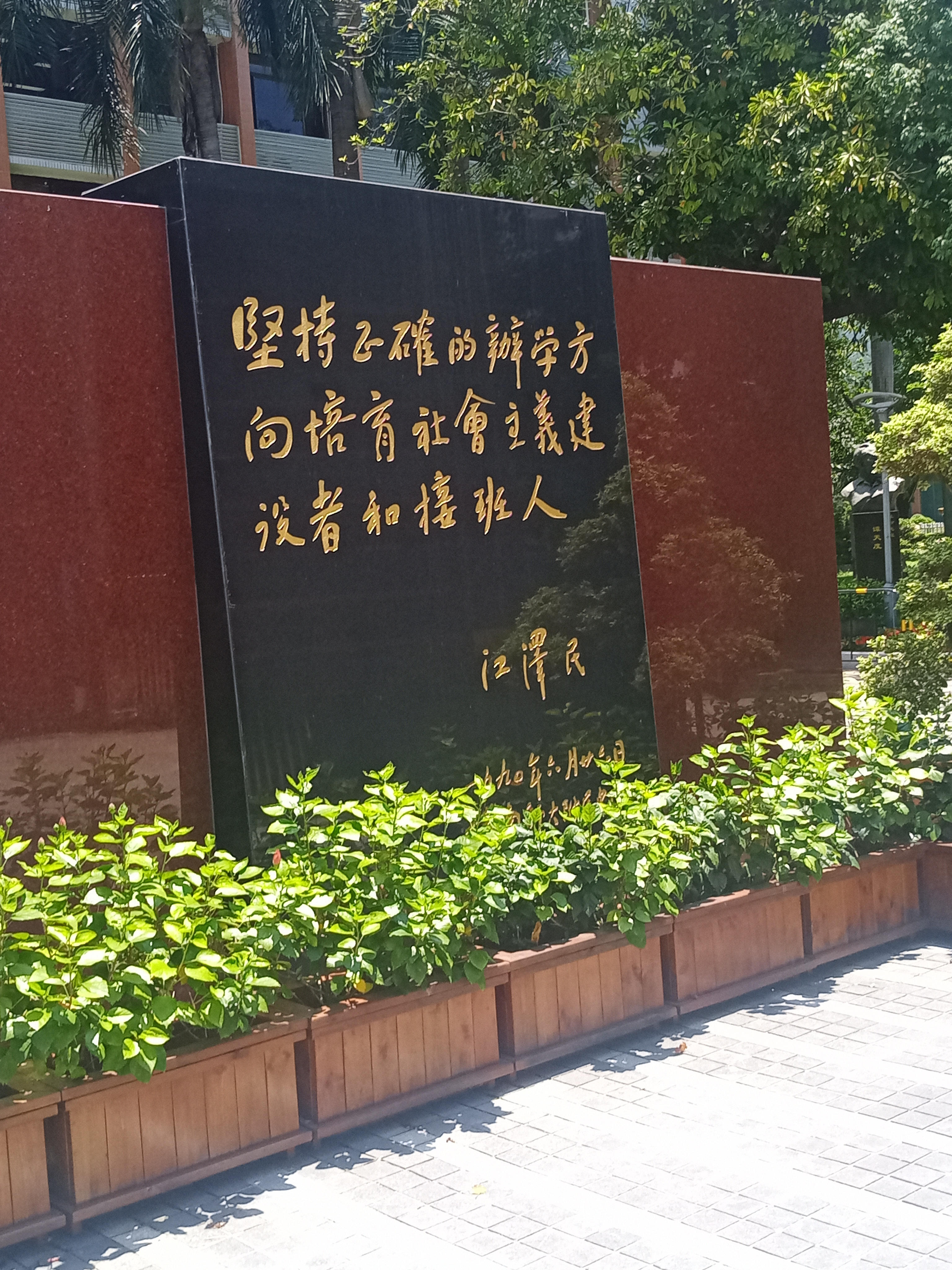
江泽民为华附所做的题词

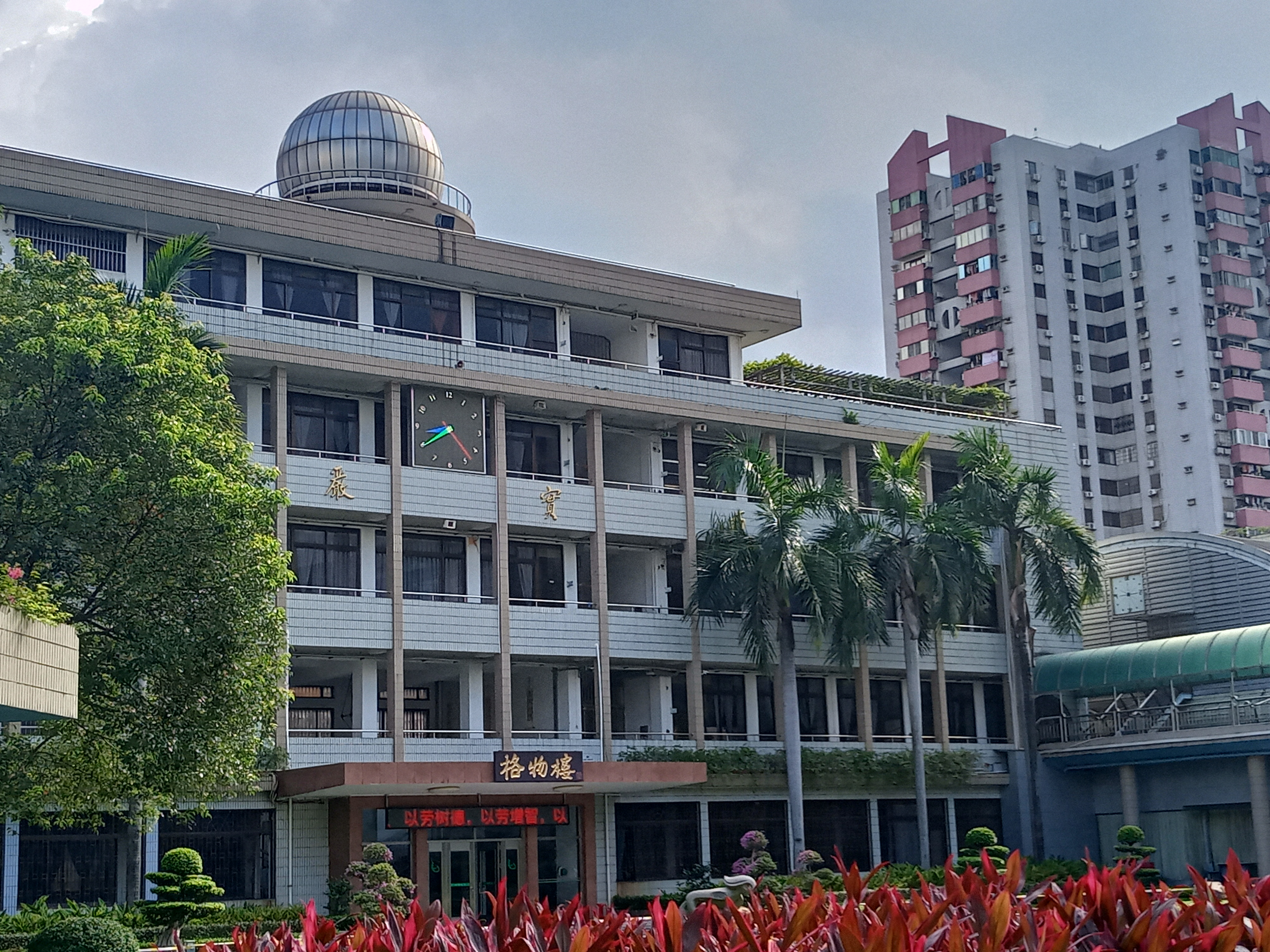
华附本部格物楼

1952年，跟随中国高校院系调整，由岭南大学附中、中山大学附中、华南联大附中、广东文理学院附中四所中学合并，组成华南师范学院附中。合校后，学校高中部设在广州市东山区文明路原中山大学附中校园，初中部设在永汉路（现北京路）仰忠街原华南联大附中的校址上。
今日位于中山大道西的校本部，前身是1956年8月成立的华南师院附中石牌分校。1958年8月，石牌分校初具规模，华南师院附中校本部搬到石牌，石牌分校撤销，原来的校本部改为华南师院附中广州分校。1962年7月，广州分校更名为广东实验学校，成为一所独立学校，即现在的广东实验中学。
1960-1961年，学校曾短暂改称广东科技学院附中。文化大革命期间更名为广州市第61中学。1982年学校正式启用现名。
1952年合校时，少部分原中山大学附中与岭南大学附中教师随中山大学搬迁，另组学校，即今之中山大学附属学校。文化大革命期间，中大附校中学部改称广州市第六中学。1999年，中大附校复建中学部。今日的中大附中则为1993年成立的民办中学。故今日之中大附中与中大附校皆不同于华附四校合一前之中大附中。
合校后的华附一直是全省数一数二的重点中学。大量中共党政军高级干部送子女入读华附，包括林彪、陶铸、刘兴元、周小舟、赵紫阳、尹林平、任仲夷等。文革时广东第一张大字报亦出于该校。
20世纪90年代后，中国和广东省领导人江泽民、温家宝、李岚清、李长春、张德江、陈至立、黄华华等多次到访华附。今日华附的校名由江泽民题写，校训由任仲夷题写。
从20世纪90年代开始，华附得到资金对校园进行大规模更新，包括填平原校园湖泊建成今日之运动场，原校办工厂、商店等拆除建成体育馆，原岗顶楼拆除建成办公楼，原红楼拆除建成聚清园，原校医院拆除建成奥校楼等等。至今，90年代前大部分原建筑已不复存在，仅余的少量建筑（如南楼）也经过大规模翻新。
2004年，广东省教育厅批准成立华师附中国际基础课程中心，2009年初更名为华南师范大学附属中学国际部。2014年，华附成立大学先修班，其类似于美国大学先修班，为学有余力的高中生提供课程。学生除了要完成国家课程之外，还要学习和选修由大学与中学联合开发的课程；还可以到大学实验室参观学习，参与大学科研项目。

## 学校沿革年表
| 年份   | 校名                 | 校名                       | 校名                         | 校名                 | 校名                         | 校名                           |
| ------ | -------------------- | -------------------------- | ---------------------------- | -------------------- | ---------------------------- | ------------------------------ |
| 1888年 | 格致书院             |                            |                              |                      |                              |                                |
| 1900年 | 岭南学堂预科部       |                            |                              |                      |                              |                                |
| 1909年 |                      | 两广优级师范附中           |                              |                      |                              |                                |
| 1911年 | 岭南中学             |                            |                              |                      |                              |                                |
| 1912年 |                      | 国立广东高等师范之附属学校 |                              |                      |                              |                                |
| 1923年 |                      |                            | 广州市立师范学校附中         |                      |                              |                                |
| 1924年 |                      | 国立广东大学附中           |                              |                      |                              |                                |
| 1925年 |                      |                            |                              | 私立广东国民大学附中 |                              |                                |
| 1926年 |                      | 省立中山中学               |                              |                      |                              |                                |
| 1927年 |                      | 国立中山大学附中           |                              |                      |                              |                                |
| 1928年 |                      |                            |                              |                      | 私立广州大学附中（广大中学） |                                |
| 1932年 |                      |                            |                              |                      |                              | 私立广州法学院附中（广法中学） |
| 1934年 |                      |                            | 广东省立勷勤大学师范学院附中 |                      |                              |                                |
| 1935年 |                      |                            | 广东省立勷勤大学教育学院附中 |                      |                              |                                |
| ?      |                      |                            | 广东省立勷勤大学附中         |                      |                              |                                |
| 1938年 |                      |                            | 广东省立教育学院附中         |                      |                              |                                |
| 1939年 | 岭南大学附设第一中学 |                            | 广东省立文理学院附中         |                      |                              |                                |
| 1944年 |                      |                            | 省立粤秀中学                 |                      |                              |                                |
| 1946年 |                      |                            | 广东省立文理学院附中         |                      |                              |                                |
| 1950年 | 岭南大学附中         | 中山大学附中               | 广东文理学院附中             |                      |                              |                                |
| 1951年 |                      |                            |                              | 华南联大附中         | 华南联大附中                 | 华南联大附中                   |
| 1952年 | 华南师范学院附属中学 | 华南师范学院附属中学       | 华南师范学院附属中学         | 华南师范学院附属中学 | 华南师范学院附属中学         | 华南师范学院附属中学           |
| 1960年 | 广东科技学院附中     | 广东科技学院附中           | 广东科技学院附中             | 广东科技学院附中     | 广东科技学院附中             | 广东科技学院附中               |
| ?      | 广州市第61中学       | 广州市第61中学             | 广州市第61中学               | 广州市第61中学       | 广州市第61中学               | 广州市第61中学                 |
| 1982年 | 华南师范大学附属中学 | 华南师范大学附属中学       | 华南师范大学附属中学         | 华南师范大学附属中学 | 华南师范大学附属中学         | 华南师范大学附属中学           |

## 校园概况

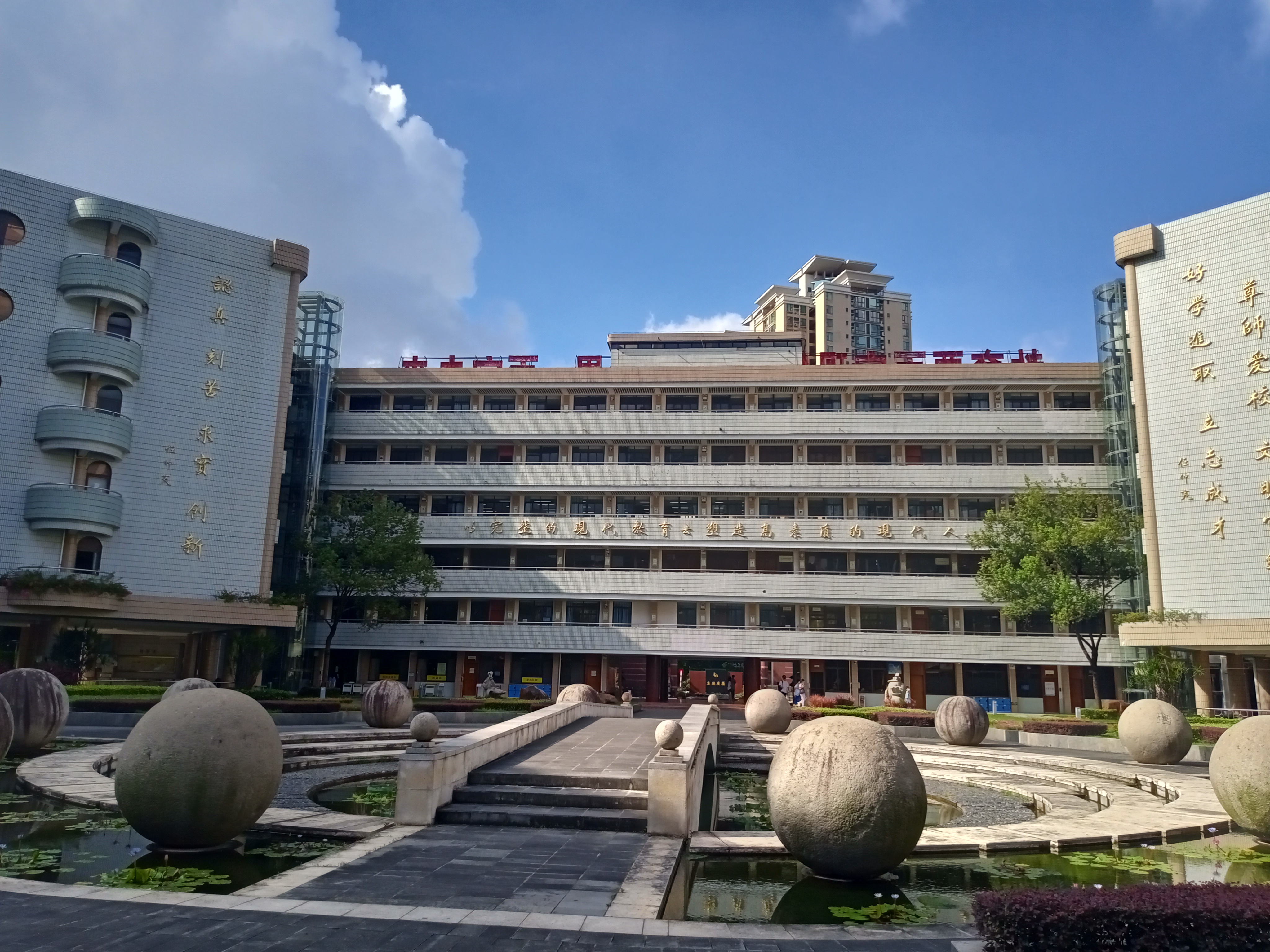
本部教学楼

华附目前形成“一校、三区、三分校”的基本格局。

### 本校校区
- 石牌校区（高中）：位于广州市天河区中山大道西1号，为华附的校本部。
- 五山校区（初中）：位于广州市天河区五山路91号，前身为113中学五山校区，华附初中部于2019年9月入驻[17]。
- 知识城校区（初中+高中）：位于中新广州知识城南起步区南侧，于2021年11月动工，2023年启用[18]。

### 现有分校
- 华南师范大学附属中学南海实验高级中学：位于佛山市南海区桂城东平二路，创办于2002年，是华南师范大学附属中学、南海区教育局、南海区桂城政府合作举办的民办普通高中。
- 华南师范大学附属中学汕尾学校：位于汕尾市城区通航路，是华南师范大学附属中学与汕尾市弘扬教育有限公司合作建立的民办学校。
- 华南师范大学附属中学增城学校：位于广州市增城区荔湖新城，是华南师范大学附属中学与增城区政府联合创办，由华南师范大学附属中学全面管理的一所新建公办九年一贯制学校。
- 华南师范大学附属中学东莞长安学校：位于东莞市长安镇，是华南师范大学附属中学与东莞市教育局、东莞市长安镇人民政府共同举办的一所九年一贯制学校，于2024年9月启用。

### 前分校
随着新修订的《中华人民共和国民办教育促进法实施条例》于2021年公布，中国大陆开始对民办义务教育学校进行规范。广州市教育局于2021年7月发布通知，要求民办义务教育学校不得包含公办学校名称或简称；教育部亦于次月发文，对公办学校举办或参与举办民办义务教育学校的行为进行规范。
- 广州南方学院番禺附属中学：前身为2001年创办的“广州市华师附中番禺学校”，是华附与合生创展集团合作建立的民办完全中学，2021年12月变更为现名[20]。
- 广州市白云区华新学校：前身为2002年6月创办的“广州市白云区华师附中新世界学校”，是华附和新世界（中国）地产广州投资有限公司合作创办的民办初中，2021年变更为现名。
- 广州南方学院番禺附属小学：前身为2003年创办的“广州市华师附中番禺小学”，是华附与合生创展集团合作建立的民办小学，2021年12月变更为现名。
- 广州市海珠区华海双语学校：前身为“广州市华南师范大学附属中学海珠双语学校”，是华附与广州恒鑫教育集团和广东东升实业集团合作建立的民办九年一贯制学校，以国际化双语教学为特色[21]；学校于2021年9月开学，同年11月获批变更名称[22]。

## 教育集团
华附在21世纪初期创立了三所民办学校后，建立了中国大陆首个教育集团，以加强各学校之间的资源共享。2022年1月，华南师范大学成立“华附联盟教育集团”，华师附中教育集团成为其子集团。
除前文所述的华附各现有及前分校外，华附教育集团还包括以下成员：
- 广州市从化中学：2020年7月成为华附合作共建学校，并纳入华附教育集团[25]。
- 广州市天河区汇景实验学校：前身为广州市第四十七中学汇景实验学校，2018年更名，2021年5月成为华附合作共建学校，并纳入华附教育集团[26]。

此外，华附在2018年与廣州市第一一三中學建立合作关系，两校在113中学建立“华附班”，实现教学资源共享。

## 荣誉
近十多年来，华附学生中有40多人次参加国家中学生奥林匹克集训队。至2008年9月止，获国际数学奥林匹克竞赛金牌8枚，银牌3枚，铜牌2枚；获国际物理奥林匹克竞赛1枚，国际化学奥林匹克竞赛金牌2枚，银牌1枚，国际天文奥林匹克竞赛金牌1枚，还获得国际地理奥林匹克竞赛中国的唯一两枚奖牌；获国际环境科研项目奥林匹克竞赛金牌1枚；获亚洲物理奥林匹克竞赛金牌1枚；获俄罗斯数学奥林匹克竞赛金牌4枚，银牌7枚。

## 师生校友

### 著名校友
华附的优秀校友遍布世界，其中包括4位中国科学院院士，3位中国工程院院士，超过2000位教授、研究员和高级工程师。
- 蔡睿贤
- 陈镜开
- 陈少白
- 陈序经
- 岑可法
- 邓锡铭
- 范海福
- 高剑父
- 关恩佐
- 黄启明
- 黄耀祥
- 简又文
- 姜伯驹
- 廖承志
- 廖梦醒
- 李济深
- 刘梦熊
- 钱树芬
- 史坚如
- 司徒乔
- 孙治平
- 孙治强
- 谭天度
- 冼星海
- 冼玉清
- 谢晋元
- 曾生
- 钟南山
- 钟荣光
- 邹至庄
- 廖奉基

### 历任校长
| 校长                 | 任职时间  |
| -------------------- | --------- |
| 黄杏文               | 1952-1956 |
| 岑学干               | 1956-1958 |
| 王屏山               | 1958-1968 |
| 周仲由（革委会主任） | 1968-1972 |
| 李文海（革委会主任） | 1973-1976 |
| 蔡汉平（革委会主任） | 1976-1978 |
| 王屏山               | 1978-1983 |
| 蔡汉平               | 1983-1996 |
| 吴颖民               | 1996-2013 |
| 朱子平               | 2013-2017 |
| 姚训琪               | 2017-     |